# Міжнародний день соняшника
Міжнародний день соняшника ― це свято, яке вигадав британський фотограф (за покликом душі, і садівник) Річард Рейнольдс 1 травня 2010 року. Чоловік був певен, соняшник приносить радість, а тому ці квіти мають неодмінно прикрашати міські клумби. Свято впевнено стартувало в Європі, швидко розповсюдилося по світу, прийшло і в Україну.
Соняшник також виступає символом гармонії між містами, що стрімко розвиваються, та природою. Існує традиція ― висаджувати в цей день ці сонячні квіти.

## Основні заходи свята
Основним заходом цього свята є висадження соняшників у містах та селищах: у садах, парках, на вулицях, на подвір’ях, поблизу шляхів та навіть на пустирях. Квітку саджають усюди, де вона зможе зростати. Розмаїття сортів рослини дозволяє створювати чудові квітникові композиції. 
В цей день також відбуваються майстер-класи та тренінги садівників, конкурси, змагання, екологічні заходи.

## Міжнародний день партизанського висаджування соняшника
В цей день також святкують Міжнародний день партизанського висаджування соняшника (International Sunflower Guerrilla Gardening Day). Це свято організовано у 2007 році групою «садівників-партизан» із Брюсселя. Існує навіть спеціальний термін «партизанське садівництво», що застосовується до садівництва на землі, на використання якої садівники не мають законних прав. У партизанів-садівників різні мотиви, але найчастіше вони висаджують дерева та квіти на занедбаних землях, щоб зробити ділянку більш естетично привабливою.
Вважається, що партизанський садівничий рух виник у 1970-х роках у Сполучених Штатах Америки (Ліз Крісті в Бауері на Манхеттені) та поступово поширився у всьому світі. У багатьох країнах Америки, Європи та Азії навіть існують групи та асоціації садівників-партизан.